# Lausanne-traktaten
Angående  Lausanne-traktaten af 1912 mellem Italien og Det Osmanniske Rige (underskrevet 18. oktober 1912 i Ouchy), se den Italiensk-tyrkiske krig.
Lausanne-traktaten af 24. juli 1923 var en fredstraktat efter den Græsk-tyrkiske krig (1919-1922). Den blev underskrevet i Lausanne i Schweiz og annullerede Sèvres-traktaten, fastlagde grænsen mellem Tyrkiet og Grækenland og gav Tyrkiet Izmir tilbage, hvorefter samtlige græske indbyggere blev fordrevet. Tyrkiet afstod øerne Rhodos og Dodekaneserne til Italien og Cypern til England. Mosulområdets tilhørsforhold skulle løses af Folkeforbundet. Den regulerede krigs- og handelsfartøjers  ret til at passere Bosporus. Fredsaftalen stadsfæstede stort set Tyrkiets moderne grænser (undtaget provinsen Hatay som senere blev annekteret fra Syrien).

## Forhandlinger
Tekst mangler, hjælp os med at skrive teksten